# Leonard Krasulski
Leonard Seweryn Krasulski (ur. 8 listopada 1950 w Sopocie) – polski polityk, poseł na Sejm V, VI, VII, VIII, IX i X kadencji (od 2005).

## Życiorys
Ukończył szkołę podstawową w Sopocie, a następnie rozpoczął naukę w szkole zawodowej w Zespole Szkół Budowy Okrętów w Gdańsku-Wrzeszczu. Szkołę porzucił w 1964 i przeniósł się do Zasadniczej Szkoły Zawodowej Morskiej Obsługi Radiowej Statków. Jednocześnie od 1966 uczył się w Korespondencyjnym Liceum Ogólnokształcącym w Gdańsku, gdzie również przerwał naukę.
23 października 1969 został powołany przez WKR Gdynia do odbycia zasadniczej służby wojskowej w 1 Warszawskim Pułku Czołgów (JW 3749) w Elblągu przy ul. Łęczyckiej, gdzie jako szeregowy odbył okres unitarny zakończony złożeniem przysięgi wojskowej. Szkolenie podstawowe w Elblągu trwało do 4 stycznia 1970. 5 stycznia został skierowany na podoficerski kurs sanitarny w 57 batalionie medycznym (JW 2880), gdzie jako elew szkolił się w jednostce w Braniewie przy ul. Sikorskiego, będącej w składzie 16 Kaszubskiej Dywizji Pancernej (JW 2234). Kurs ukończył 3 czerwca 1970 i na podstawie rozkazu dowódcy 57 bmed został awansowany do stopnia kaprala. 4 czerwca 1970 został wyznaczony na stanowisko dowódcy drużyny ewakuacyjnej w składzie kompanii medycznej 1 Warszawskiego Pułku Czołgów w Elblągu. 
Wg jednego źródła zawodową służbę wojskową rozpoczął 4 czerwca 1970; według innego źródła było to 8 października 1971. 
7 kwietnia 1971 awansowany do stopnia starszego kaprala. 
Jako zawodowy podoficer służył w 1. Warszawskim Pułku Czołgów z Elbląga w okresie, gdy ta jednostka uczestniczyła w wydarzeniach grudniowych. Krasulski utrzymuje, że pomimo iż był dowódcą pododdziału, to odmówił wykonania rozkazu wzięcia udziału w akcji pacyfikacyjnej przeciw strajkom gdańskich stoczniowców i pozostał w koszarach.
Od 2 czerwca 1972 do 31 lipca 1972 odbył i ukończył kurs podoficerów zawodowych medycznych. 12 października 1972 był awansowany do stopnia plutonowego, następnie od 25 października 1972 został szefem kompanii medycznej w 1 Pułku Czołgów. 15 czerwca 1975 starszy lekarz pułku kpt. Zenon Jeznach, jako drugi opiniujący, wystawił mu negatywną ocenę w formie opisowej. Żołnierzem zawodowym Wojska Polskiego był do 14 lutego 1976, służył na stanowiskach: dowódcy drużyny ewakuacyjnej kompanii medycznej do 24 października 1972, a następnie szefa kompanii medycznej (25 października 1972–14 lutego 1976) w 1 Warszawskim Pułku Czołgów. 
14 lutego 1976 jako plutonowy został zdegradowany do stopnia szeregowca i przeniesiony do rezerwy. Jak podaje źródło, w 1976 dokonał defraudacji mienia, po wyroku honorowego sądu wojskowego dla podoficerów został zdegradowany przez dowódcę jednostki i wyrzucony z wojska.
Po odejściu z wojska do 2005 z przerwami był pracownikiem administracyjnym w Elbląskich Zakładach Piwowarskich (od 1999 wchodzących w skład Grupy Żywiec).
W latach 80. wstąpił do „Solidarności”. Po wprowadzeniu stanu wojennego był współorganizatorem strajku w swoim zakładzie pracy, po jego pacyfikacji tymczasowo aresztowany, a w 1982 skazany za na karę 5 lat pozbawienia wolności. Zwolnienie warunkowe na mocy ułaskawienia uzyskał wiosną 1983. Przez kilka lat pozostawał bez zatrudnienia. 
W 1989 organizował kampanię wyborczą do Senatu Jarosława Kaczyńskiego w województwie elbląskim. W wyborach parlamentarnych w 1991 bez powodzenia kandydował do Sejmu z listy Porozumienia Obywatelskiego Centrum. W wyborach parlamentarnych w 1993 po raz drugi bezskutecznie kandydował do Sejmu z listy Porozumienia Centrum (z poparciem Stowarzyszenia Zjednoczenie Polskie).  Był wśród założycieli Porozumienia Centrum i PiS, obejmował kierownicze funkcje w organach tych partii na szczeblu regionalnym i krajowym. W wyborach parlamentarnych w 2001 bez powodzenia kandydował do Sejmu.
W 2005 został skazany za przestępstwo prowadzenia pojazdu mechanicznego w stanie nietrzeźwości (miał we krwi 0,58 mg alkoholu). Orzeczono wobec niego grzywnę i zakaz prowadzenia pojazdów (skazanie uległo zatarciu). W tym samym roku z listy Prawa i Sprawiedliwości został wybrany na posła V kadencji w okręgu elbląskim. W wyborach parlamentarnych w 2007 po raz drugi uzyskał mandat poselski, otrzymując 17 184 głosów. W wyborach do Sejmu w 2011 z powodzeniem ubiegał się o reelekcję, dostał 12 790 głosów. W 2015 został ponownie wybrany do Sejmu na kolejną kadencję.
W wyborach w 2019 po raz kolejny z powodzeniem ubiegał się o reelekcję otrzymując 19 747 głosów. W 2021 powołany w skład Rady Doradców Politycznych Prezesa Rady Ministrów Mateusza Morawieckiego. W sierpniu 2023 ponownie został ogłoszony liderem listy wyborczej PiS w okręgu elbląskim w wyborach parlamentarnych w tymże roku; uzyskał mandat poselski, zdobywając 13 948 głosów. Wszedł w skład komitetu politycznego PiS.

## Wyniki w wyborach ogólnopolskich
| Wybory | Komitet wyborczy   | Komitet wyborczy                  | Organ            | Okręg | Wynik        |
| ------ | ------------------ | --------------------------------- | ---------------- | ----- | ------------ |
| 1991   |                    | Porozumienie Obywatelskie Centrum | Sejm I kadencji  | nr 23 | 1677 (0,53%) |
| 1993   |                    | Porozumienie Centrum              | Sejm II kadencji | nr 10 | 2737 (1,75%) |
| 2001   |                    | Prawo i Sprawiedliwość            | Sejm IV kadencji | nr 34 | 3133 (1,60%) |
| 2005   | Sejm V kadencji    | Prawo i Sprawiedliwość            | 7777 (4,68%)     | nr 34 |              |
| 2007   | Sejm VI kadencji   | Prawo i Sprawiedliwość            | 17 184 (7,45%)   | nr 34 |              |
| 2011   | Sejm VII kadencji  | Prawo i Sprawiedliwość            | 12 790 (6,54%)   | nr 34 |              |
| 2015   | Sejm VIII kadencji | Prawo i Sprawiedliwość            | 10 194 (5,09%)   | nr 34 |              |
| 2019   | Sejm IX kadencji   | Prawo i Sprawiedliwość            | 19 747 (7,87%)   | nr 34 |              |
| 2023   | Sejm X kadencji    | Prawo i Sprawiedliwość            | 13 948 (4,66%)   | nr 34 |              |